# Olatz Salvador
Olatz Salvador est une musicienne, guitariste et chanteuse espagnole.

## Biographie
Depuis 2010, elle est claviériste et choriste dans le groupe Skakeitan, participant à de nombreux festivals de musique,,. Depuis 2014, elle commence une carrière solo encouragée par ses amis qui l'ont incitée à chanter ses propres compositions en public. Elle donne généralement des concerts acoustiques accompagnée de guitares.
En 2017, elle enregistre en direct son premier album Zarautz Zuzenean. En 2018, elle sort son premier album studio solo, intitulé Zintzilik. En janvier 2021, elle sort son deuxième album : Aho uhal en collaborant avec Rozalén, Ivan Ferreiro ou Gata Cattana, Idoia Asurmendi, entre autres,.
Elle participe au réseau des musiciennes basques créé en 2017 pour promouvoir la visibilité des artistes féminines. 

## Discographie
- 2017 : Zarautz Zuzenean[5]
- 2018 : Zintzilik (Airaka)[8]
- 2021 : Aho uhal[9]
- 2024 : Zainak eman